# Lamania inornata
Espèce
Synonymes
- Paculla inornata Deeleman-Reinhold, 1980

Lamania inornata est une espèce d'araignées aranéomorphes de la famille des Pacullidae.

## Distribution
Cette espèce est endémique du Sabah en Malaisie,.

## Description
Le mâle holotype mesure 3,46 mm et la femelle paratype 3,84 mm.

## Publication originale
- Deeleman-Reinhold, 1980 : Contribution to the knowledge of the southeast Asian spiders of the families Pacullidae and Tetrablemmidae. Zoologische Mededelingen, vol. 56, p. 65-82 (texte intégral).